# 周扬青
周揚青（1988年9月12日—），原名周曉濛，中国大陆网络红人、服装设计师、淘宝店主。

## 生平
周扬青早年曾就讀於中国人民大学附属中学国际部，輟學後留学英國。
2012年起，周扬青开始创业，经营淘宝店铺。2014年她创立了个人品牌「GRACE CHOW」。
2019年9月，周扬青携个人品牌与日本IP《櫻桃小丸子》合作，推出联名的系列产品。12月，她获得《樱桃小丸子》导演高木淳的赠画。
2020年10月，周扬青以嘉宾身份参与娱乐节目《潮流合伙人2》的录制。2021年，参与蔡卓宜新發行的歌曲《按呀按呀》的MV演出。
2024年，参加芒果TV真人秀《乘風2024》。

## 个人生活

### 羅志祥
2008年周扬青就已是臺灣藝人羅志祥的歌迷。為了吸引男方注意，常送禮給對方，後來到臺灣渡假意外認識了他的朋友，兩人漸漸拉近。期間，周揚青花盡心思融入罗志祥生活圈，偶爾會送禮物給兩人共同的朋友，藉此拉攏人心，長期經營友情關係，終於讓罗志祥注意到自己。
2011年1月8日，她与罗志祥相恋。2014年，两人的恋情被网友曝光。次年，罗志祥通过社交平台承认恋情。
2020年4月23日，周扬青在新浪微博发布文章，宣布已经和罗志祥结束九年恋情，並爆料罗志祥出轨、多人性交私生活混亂。周扬青還稱與羅志祥分手後，馬上就去檢查性病了，好在沒有。網友則說其他與羅志祥有染女性也該檢查，周揚青直接回「讓蝴蝶檢查身體嗎」，並指控「蝴蝶姊姊」愷樂裝純情、有男友還約小豬（羅志祥），還標註愷樂的Instagram帳號。羅志祥沈默兩天後承認交往9年間一次次欺騙周揚青，向周揚青以及所有被他騙過的人致歉。愷樂亦在社交平台公開向周揚青道歉。周扬青爆料导致罗志祥退出中国大陆市场，愷樂退出演艺圈。

### 羅昊
2021年7月，周揚青公開了自己與羅昊的戀情，后一同参加節目《女兒們的戀愛》。期间羅昊被拍到帶長髮女子上酒店，周揚青在节目表態相信羅昊，称長髮女子一看就是羅昊的姊姊。同年9月，两人在节目宣布分手。

## 人物争议

### 整容
成年之後多次整容，並公开承认整容，號稱「小Angelababy」。

### 抄袭
周扬青自创的品牌GRACE CHOW多次被爆抄袭，2018年1月10日，周扬青发布微博宣传自己品牌的一款限量衣服，之后罗志祥穿着同款衣服录制了自己主持的节目《娱乐百分百》，随后被网友发现，这款衣服与16年歌手华晨宇的应援服一模一样。之后，周扬青删除了该宣传微博，罗志祥也删除了自己穿着衣服录制节目的微博。周1月11日又发微博称“差点因为自己的疏忽 犯了一个大错，还好及时发现解决了”，被网友批评被发现抄袭不道歉，还连累了男友。

### 疑似炒作
周扬青与罗志祥分手之后，迅速参加综艺出道，从网红变成艺人。被质疑没有艺人该有的才能，借分手炒作。坊间流传的“周的父亲是大型国企总经理”也没有任何可靠来源。如果周父亲确为国企领导，为何多年来身份一直没有被曝光等。她也曾在微博自嘲「用Birkin裝榴槤，Gucci裝大閘蟹」，立足“富家女”人设。

## 常駐综艺
| 日期 | 节目名称 | 频道／平台 | 备注 |
| ---- | -------- | ---------- | ---- |

## 外部連結
- 周扬青的新浪微博
- 周扬青的Instagram帳戶